# Biblioteconomia
La biblioteconomia (coneguda també com a estudis bibliotecaris o economia bibliotecària) és un camp interdisciplinari que aplica les pràctiques i eines de gestió, tecnologia de la informació, educació, recopilació, organització, conservació i difusió de recursos documentals (llibres, opuscles, publicacions periòdiques, manuscrits, microfilms, etc.) per tal de facilitar-ne l'ús i l'economia política de la informació en entorns bibliotecaris.
Martin Schrettinger, bibliotecari bavarès, va establir la disciplina dins de la seva obra (1808–1828): Versuch eines vollständigen Lehrbuchs der Bibliothek-Wissenschaft oder Anleitung zur vollkommenen Geschäftsführung eines Bibliothekars. En lloc de classificar la informació basada en elements orientats a la natura, com es feia anteriorment a la seva biblioteca bavaresa, Schrettinger va organitzar els llibres per ordre alfabètic. La primera escola nord-americana de biblioteconomia va ser fundada per Melvil Dewey a la Universitat de Colúmbia el 1887.
Històricament, la biblioteconomia també ha inclòs les ciències arxivístiques. Això comprèn l’organització dels recursos d’informació per atendre les necessitats de grups d’usuaris, com interactuen les persones amb els sistemes i tecnologies de classificació, l'avaluació i adquisició dels recursos documentals, i la seva utilització per l'usuari final dins i fora de la biblioteca, així com en vies interculturals, l'educació en els estudis bibliotecaris, l'ètica del servei i l'organització de les biblioteques, el seu estatus legal, i els recursos d'informació i la ciència aplicada de la tecnologia informàtica utilitzada en la gestió documental.
El terme biblioteconomia i documentació (Libray Information Sicence), abreujat com LIS en anglès, s'utilitza amb més freqüència. La majoria dels bibliotecaris el consideren només una variació terminològica, destinada a emfatitzar els fonaments científics i tècnics de la seva àrea de coneixement, i la seva relació amb les ciències de la informació. No s'ha de confondre LIS amb la teoria de la informació, l'estudi matemàtic del concepte d’informació. La filosofia bibliotecària s'ha contrastat amb la biblioteconomia com a estudi dels objectius i justificacions de la biblioteconomia en lloc del seu desenvolupament tecnològic.

## Etimologia
Etimològicament, biblioteconomia és el resultat de ''biblion'' (llibre), ''theke'' (magatzem), ''nomo'' (administració o descripció). Literalment significa administració o descripció dels magatzems de llibres. Pel que a la biblioteconomia se li adjudica el significat de ser la disciplina o ciència encarregada de l'administració de les biblioteques. Bibliotecologia és resultat de la unió de ''biblion'' (llibre), ''theke'' (magatzem) i ''logos'' (tractat o estudi). Significa que la bibliotecologia és el tractat o estudi de l'emmagatzemament dels llibres, i tracta de la ciència de les biblioteques.

## Història

### Segle XVII
El primer text sobre la tècnica bibliotecària, Conseils sur l'établissement d'une Bibliothèqueva ser publicat el 1627 pel bibliotecari i erudit francès Gabriel Naudé. Aquest va ser un prolífic escriptor que va produir obres de diferent tipologia i temàtica com la política, la religió, la història i els fets sobrenaturals. Va posar en pràctica totes les idees exposades en els seus Consells quan se li va donar l’oportunitat de construir i mantenir la biblioteca del cardenal Jules Mazarin. Cal tenir en compte alhora l'obra de Claude Clement, Musei, sive Bibliothecæ tam privatæ quàm publicæ Extructio, Instructio, Cura, Usus. Libri IV publicada el 1635. Clement, com a jesuïta i fill del barroc veia les biblioteques com un instrument de connexió amb el coneixement que havien de reflectir la importància de l'aprenentatge i com a espais de creixement de l'ànima en la tradició catòlica. El gust per l'estètica havia de guiar la construcció d'aquests espais amb iconografia artística i visual apropiada a la seva elevada funció. La seva organització va inspirar altres institucions del llibre com la de la Real Biblioteca del Escorial. Amb tot cal tenir en compte alguns precedents com l'Instructio Officalium d'Umberto de Romanis al segle xiii i l'Informatorium Bibliothecae de Gerogius Carpentarius del segle XV.

### Segle XVIII
A mitjan segle xviii van aparèixer les primeres biblioteques nacionals a partir de les preexistents biblioteques reials, privades i monàstiques i amb la voluntat d'organitzar la producció documental de cada estat nacional al mon occidental. La primera biblioteca nacional es va fundar el 1753 com a part del British Museum i amb obertura lliure al públic. A partir de l'informe de Richard Bentley Proposal for Building a Royal Library que s'havia proposat el 1694, el metge i naturalista Hans Sloane, va posar les bases per la creació de la Biblioteca Britànica amb la venda al govern anglés la seva col·lecció de curiositats. Anys després, el bibliotecari Anthony Panizzi prepararia el nou catàleg basat en els Ninety-One Cataloguing Rules (1841) que serviria de base en altres sistemes de descripció documental posteriors com les ISBD o les Dublin Core.
El govern francès sorgit de la revolució va comportar la confiscació de les propietats religioses el 1790 i els llibres dels monestirs van ser utilitzats per establir un sistema de biblioteques públiques a França. Es va crear un codi de catalogació el 1791 a partir del revers dels jocs de cartes, i que permetia identificar les parts més rellevants del document, incorporant un número de classificació. Cada carta incorporava un forat a la part inferior que facilitava la seva ordenació seqüencial. Aquest sistema va permetre fins ben avançat el segle xx, afavorir l'accés públic a la informació als usuaris de les biblioteques.

### Segle XIX
Martin Schrettinger, monjo benedictí alemany, va escriure el segon manual de biblioteconomia i primer en alemany entre el 1808 al 1829 i és considerat com el fundador de la moderna biblioteconomia (Bibliothek-Wissenschaft). Va crear un catàleg de tots els fons de la biblioteca dividit en matèries i subencapçalaments. Va fer referències creuades a través d’un catàleg alfabètic d’autors i un catàleg de llocs dins de la biblioteca física. El 1819 va començar un catàleg classificat (Realkatalog), que de vegades és consultat pels bibliotecaris moderns i que resta inacabat.
El llibreter i bibliògraf, L.A. Constantin a Bibliothéconomie: instructions sur l'arrangement, la conservation et l'administration des bibliothèques (1839) distingeix entre bibliografia i biblioteconomia, posant en valor els coneixements tècnics: col·leccions, usuaris i serveis, que son encara elements clau en la gestió d'una biblioteca.
Thomas Jefferson, hereu de l'impacte dels enciclopedistes, que gestionava milers de llibrs a la biblioteca de Monticello amb milers de llibres, va idear un sistema de classificació inspirat en el mètode Bacon, que agrupava els llibres aproximadament per temes en lloc d'una organització alfabètica, tal com s'havia fet fins al moment. La col·lecció Jefferson va proporcionar l'inici del que es va convertir en la Biblioteca del Congrés dels Estats Units.
La primera escola nord-americana de biblioteconomia es va obrir a la Universitat de Colúmbia sota la direcció de Melvil Dewey, que incorporava la seva classificació decimal el 1876. El 5 de gener de 1887 es va conèixer com a School of Library Economy. El terme economia de biblioteques es va establir als Estats Units fins al 1942, i fou predominant en la biblioteconomia durant bona part del segle xx.

### Segle XX
Aquest concepte es va utilitzar com a títol de The Five Laws of Library Science de S. R. Ranganathan, publicat el 1931, així com en el títol del llibre de Lee Pierce Butler An introduction to library science (University of Chicago Press.1933). Ranganathan va concebre les cinc lleis de la biblioteconomia i el desenvolupament del primer gran sistema de classificació analítico-sintètic, la classificació colonada també coneguda pel nom de l'autor.
Als Estats Units, el nou enfocament de Lee Pierce Butler propugnava la investigació quantitativa en ciències socials amb l'objectiu d'utilitzar la biblioteconomia per atendre les necessitats d'informació de la societat. Va ser un dels primers professors de la University of Chicago Graduate Library School, que va canviar l'estructura i enfocament de l'educació per a biblioteconomia al segle xx. Aquesta línia de recerca anava en contra de l'enfocament més basat en procediments economicistes, i es limitava a abordar principalment problemes pràctics en l'administració de biblioteques.
El Code for Classifiers de William Stetson Merrill, publicat en diverses edicions del 1914 al 1939, és un exemple d’un enfocament més pragmàtic, on s'utilitzen arguments derivats d’un coneixement profund sobre cada camp d’estudi per recomanar el sistema de classificació. Tot i que l'enfocament de Ranganathan era filosòfic, també es relacionava més amb el dia a dia de dirigir una biblioteca. El 1995 es va publicar una reelaboració de les lleis de Ranganathan que eliminava les constants referències als llibres. Michael Gorman a Our Enduring Values: Librarianship in the 21st Century presenta els seus vuit principis necessaris per als professionals de la biblioteca, incorporant coneixement i informació en totes les seves formes. A The Enduring Library: Technology, Tradition, and the Quest for Balance (2003) incorpora el concepte de digitalització com a clau en la gestió de les biblioteques.
En els darrers anys, amb el creixement de les tecnologies de la informació, el coneixement biblioteconòmic s'ha vist influenciat per les ciències de la informació. Al món de parla anglesa, el terme "biblioteconomia" sembla haver estat utilitzat per primera vegada a l'Índia al llibre Punjab Library Primer de 1916, escrit per Asa Don Dickinson i publicat per la Universitat del Panjab, Lahore, Pakistan. Aquesta universitat va ser la primera d'Àsia a començar a ensenyar "biblioteconomia". The Punjab Library Primer va ser el primer llibre de text sobre biblioteconomia publicat en anglès a tot el món. Als Estats Units el primer llibre de text fou el Manual of Library Economy, publicat el 1929. El 1923, CC Williamson, nomenat per la Carnegie Corporation, va publicar una avaluació de l'educació en biblioteconomia titulada "The Williamson Report", que manifestava que les universitats havien de proporcionar formació en biblioteconomia. Aquest informe va tenir un impacte significatiu en la formació i l'educació en biblioteconomia. La investigació i pràctica bibliotecària juntament amb els àrees de ciències de la informació, han participat en projectes compartits d'educació i recerca.

### Associacions professionals
Les associacions professionals bibliotecàries tenen un paper important en la regulació i organització tècnica i funcional de les biblioteques, normalització i formació del personal bibliotecari a partir de finals del XIX. L'American Library Association es funda a Filadèlfia, Estats Units d'Amèrica el 1876. Un any després la Library Association (1877) té un paper en l'organització dels bibliotecaris britànics. La International Federation of Library Associations and Institutions (IFLA) es crearà a Edinburg el 1927 esdevenint un òrgan clau en matèria de cooperació i doctrina bibliotecària. En el sector de les biblioteques especialitzades trobem l'Associació de Biblioteques Europees de Recerca que des de 1971 coordina el treball professional de les biblioteques unversitàries i especialitzades europees, i esta adherida a l'IFLA.
En l'àmbit espanyol l'associacionisme no comença a desenvolupar-se fins després els anys 40 amb la creació de l'ANABAD (1948--), incorporant-se SEDIC (1975--) amb l'evolució informacional de la dècada dels 70es i amb l'aparició de FESABID a partir de 1988 i que pretén impulsar els esforços de cooperació i gestió de la informació i que aglutina totes les associacions d'àmbit autonòmic. Organitza les Jornadas Españolas de Documentación i coordina temes de propietat intel·lectual i drets d'autor en l'àmbit bibliotecari.
A Catalunya, degut a la seva tradició mes perllongada en el temps d'activitat professional podem torbar ja l'associacionsme bibliotecari en la dècada dels 30 del segle XX amb Agrupació Escola de Bibliotecàries (AEB) 1931-1939, amb la incorporació de l'Agrupació Professional de Bibliotecàries de Catalunya (1937-1939). Amb els intents de modernització de l'activitat professional dels anys 70 es constitueix l'Associació de Bibliotecàries (1975-1980), continuada per l'Associació de Bibliotecaris de Catalunya (1981-1985) i l'aparició de SOCADI (1984-1999) que agruparà diferents sectors professionals de l'àmbit informacional. A partir de 1985 gestors de la informació i bibliotecaris sumen esforços tot i constituint el Col·legi Oficial de Bibliotecaris-Documentalistes de Catalunya amb el que actualment el sector regula la seva activitat professional.
En l'ambit dels llocs de parla catalana cal apuntar l'associacionisme valencià amb l'Associació de Bibliotecaris Valencians i el Col·legi Oficial de Bibliotecaris i Documentalistes de la Comunitat Valenciana (COBDCV).